# Carapace-Nunatak
Der Carapace-Nunatak ist ein 2321 m hoher, markanter und isolierter Nunatak im ostantarktischen Viktorialand. Er ragt 13 km südwestlich des Mount Brooke und 12,1 km südlich des Ballance Peak nahe dem Kopfende des Mackay-Gletschers als weithin sichtbare Landmarke auf.
Die neuseeländische Mannschaft der Commonwealth Trans-Antarctic Expedition (1955–1958) benannten ihn nach den hier gefundenen Schalen (Carapaces) kleiner Krebstiere.